# امامزاده حنفیه
امامزاده حنفیه مربوط به دوره قاجار - دوره پهلوی است و در شهرستان قزوین، بخش رودبار الموت، روستای گازرخان واقع شده و این اثر در تاریخ ۱۱ مرداد ۱۳۸۴ با شمارهٔ ثبت ۱۲۵۸۶ به‌عنوان یکی از آثار ملی ایران به ثبت رسیده است.